# Кирстен Флагстад
Кирстен Малфрид Флагстад (на норвежки: Kirsten Malfrid Flagstad) е норвежка оперна певица, високо ценена като Вагнерово (драматично) сопрано. Тя се нарежда сред най-великите певци на 20 век и много оперни критици я наричат „Гласът на века“. Десмънд Шоо-Тейлър пише за нея в New Grove Dictionary of Opera: „Никой в рамките на живата памет не може да я надмине по плътност на линията и тона“.

## Ранен живот и кариера
Кирстен Флагстад е родена на 12 юли 1895 г. в Хамар, Норвегия. Израснала е в Осло в музикално семейство. Баща ѝ е диригент, а майка ѝ – пианистка.
Ранното си музикално образование получава в Осло. Нейният сценичен дебют е в Националната опера в Осло. Първите ѝ записи са от 1913 и 1915 г. По-късно учи в Стокхолм при д-р Гилис Брат и решава да се отдаде на оперна кариера в Норвегия. През 1919 г. се омъжва за първи път и година по-късно ражда дъщеря. По-късно същата година започва работа в новосъздадената Opera Comique в Осло под ръководството на Александер Варнай (баща на известното сопрано Астрид Варнай) и Бенно Сингер. Способността ѝ да учи ролите си бързо е забелязана, тъй като често това ѝ отнема само няколко дни. Тя пее Дездемона, Мини, Амелия и други по-малки роли в Opera Comique.
Между 1928 и 1934 г. Флагстад пее в Stora Theater в Гьотеборг, Швеция. През 1930 се омъжва за втори път за норвежкия индустриалец и търговец на дървен материал Хенри Йохансен, който впоследствие ѝ помага да разшири кариерата си. През 1932 тя прави своя дебют в „Роделинда“ от Георг Фридрих Хендел.
След като играе повече от 10 години в оперетни и лирични роли, Флагстад решава да опита с по-тежки оперни роли като тези в „Тоска“ и „Аида“, която ѝ помага да разгърне драматичния си талант. През 1932 г. поема ролята на Изолда в „Тристан и Изолда“ на Рихард Вагнер и така открива своя истински глас. След прослушване за фестивала в Байройт тя пее през 1933 г. някои малки роли, но през следващия сезон на 1934 г. получава ролите на Зиглинде във „Валкюра“ и Гутруне в „Залезът на боговете“.

## Следващи изяви
Кирстен Флагстад е забелязана първо от Ото Херман Кан, тогава в борда на директорите на Метрополитън опера в Ню Йорк, САЩ, в едно негово пътуване до Скандинавия през 1929 г. Скоро след това той се опитва да се свърже с нея, но по семейни и други причини тя се съгласява на прослушване едва през 1934 г. и веднага е наета. Дебютът на Флагстад в Метрополитън в ролята на Зиглинде във „Валкюра“ през 1935 г. е сензация. Представлението е предавано и по радиото и водещата емоционално заявява, че една нова звезда се е родила. Скоро след това Флагстад изпълнява ролите на Изолда в „Тристан и Изолда“ и Брюнхилде във „Валкюра“ и „Залезът на боговете“. В същия сезон тя пее Елза в „Лоенгрин“, Елизабет в „Танхойзер“ и Кундри в „Парсифал“. Почти за една нощ тя се утвърждава като най-изтъкнатото Вагнерово сопрано на епохата. Според по-голямата част от критиката тя остава най-великото записано Вагнерово драматично сопрано заради уникалния си глас.
Участва и в постановките на опери в Сан Франциско и в Чикаго. Става изключително популярна в САЩ. През 1936 и 1937 изпълнява ролите на Изолда, Брюнхилде и Сента в Ковънт Гардън (Кралската опера в Лондон, Великобритания) под диригентството на Сър Томас Бийчъм, Фриц Райнер и Вилхелм Фуртвенглер, където също получава огромни овации. През 1938 прави турне и в Австралия. Прави и няколко концерта в Холивуд, където получава звезда на „Алеята на славата“.
През 1941 г. Флагстад се връща по семейни причини в Норвегия. Тогава страната е окупирана от Германия (Третия райх) и това създава на певицата известни проблеми от политически характер. През 1947 г. тя отново пее в Ковънт Гардън, като в периода 1948 – 1952 - във всички свои Вагнерови роли. През 1948 прави турне в Южна Америка. В следвоенните години Флагстад е избрана от Рихард Щраус за премиерата на неговите „Четири последни песни“. За диригент Щраус избира Вилхелм Фуртвенглер. Щраус не доживява до приемиерата, която е 22 май 1950 г. Флагстад тогава е на 55 години.
През 1950 – 1951 тя, все още в забележителна форма, се завръща в Метрополитън опера и играе Изолда, Брюнхилде и Леонора, но вземе решение да приключи с оперната си кариерата. Прощалното ѝ участие в Метрополитън е в "Алцеста" от Кристоф Глук. В Лондон тя се появява в ролята на Дидона в „Дидона и Еней“ от Хенри Пърсел.

## Извън сцената
След оттеглянето си от сцената Кирстен Флагстад продължава да дава концерти и да прави записи, включително стереофоничен запис на откъси от Вагнер с Ханс Кнапертсбуш и сър Джордж Шолти с Виенската филхармония. През 1958 г. тя изпълнява ролята на Фрика в „Рейнско злато“ под диригентството на Шолти. Операта се записва и се пуска на LP от „Дека Рекърдс“. „Дека“ издава целия цикъл „Пръстенът на нибелунга“ под диригентството на Шолти. Кирстен Флагстад води и майсторски класове. От 1958 до 1960 тя е първият директор на Норвежката национална опера.
Между 1952 г. и до нейната смърт след 10 години, здравето на певицата се влошава. Многократно влиза в болница. През 1958 е диагностицирана с рак на костите. На 7 декември 1962 г. тя умира и е погребана в Осло.